# Louis Oosthuizen
Lodewicus Theodorus "Louis" Oosthuizen (Johannesburgo, 19 de outubro de 1982) é um golfista profissional sul-africano. Vencedor de um torneio major na carreira. 

## Torneios Major

### Vitória (1)
| Anor | Campeonato            | Resultado             | Margem    | Vice-campeão |
| ---- | --------------------- | --------------------- | --------- | ------------ |
| 2010 | The Open Championship | −16 (65-67-69-71=272) | 7 tacadas | Lee Westwood |